# ميكاليس خريستوفي
ميكاليس خريستوفي (باليونانية: Μιχάλης Χριστοφή)‏ هو لاعب كرة قدم قبرصي في مركز حراسة المرمى، ولد في 24 يوليو 1969. شارك مع منتخب قبرص لكرة القدم. أما مع النوادي، فقد لعب مع أبولون ليماسول وأيل ليماسول.

## وصلات خارجية
- ميكاليس خريستوفي على موقع قاعدة بيانات كرة القدم.إي يو (الإنجليزية)
- ميكاليس خريستوفي على موقع ناشيونال فوتبول تيمز (الإنجليزية)